# Filtbladet kongelys
Filtbladet kongelys (Verbascum thapsus) er en op til 1,5 meter høj urt, der i Danmark vokser eksempelvis på strandoverdrev og i grusgrave. Den ligner uldbladet kongelys, men bladenes filt er grå (ikke gullighvid) og blomsterne har en krone, der højst er 2,5 cm bred. Den er også kaldt Filtet kongelys.

## Beskrivelse
Filtbladet kongelys er en toårig plante med en opret vækst. Det første år danner planten kun en grundstillet bladroset. Fra og med andet år skyder en stiv og kraftig stængel til vejrs med skruestillede blade og en endestillet blomstestand. Bladene (både de grundstillede og stængelbladene) er ægformede til elliptiske med nedløbende stilke, som giver stænglen et vinget udseende. Bladranden er rundtakket og begge sider af bladet er tæt gråfiltede.
Blomstringen sker i juli-august, hvor de gule blomster sidder samlet i et aks, som dækker den yderste halvdel af skuddet. Blomsterne er 5-tallige og svagt uregelmæssige med 3 hvidhårede, korte støvdragere og 2 lange, næsten hårløse. Frugterne er kapsler med mange bittesmå frø.
Rodnettet består af en kraftig og dybtgående pælerod med mange kraftige siderødder.
Højde x bredde og årlig tilvækst: 1,50 x 0,35 m (150 x 35 cm/år).

## Voksested
Filtbladet kongelys findes naturligt udbredt over et stort område mellem de Kanariske øer og det vestlige Kina og fra Middelhavet og op til Skandinavien og Sibirien. Den er naturaliseret i Nordamerika, hvor nybyggerne indførte den som lægeplante, og i Japan, Australien, New Zealand og Sydamerika. Den foretrækker lysåbne, gerne helt nøgne flader uden konkurrence fra andre planter, og den vokser bedst på rå og gruset jord.
I Danmark findes den hist og her i Østdanmark på strandoverdrev og skrænter, grusgrave og udyrket jord.
Ved Gudhem klosterruin i Västergötland i Sverige findes den sammen med bl.a. alm. akeleje, sæbeurt, alm. torskemund, voldtimian, gråbynke, gul snerre, martsviol, prikbladet perikon, ru kulsukker og svaleurt.
| Portal | Portal:Botanik |

## Note
1. ↑  Reino Korhonen: Naturvandring i naturlandskap – Gudhem Arkiveret 11. juni 2008 hos  Wayback Machine (svensk)